# Valentini János
Valentini János (1756. november 10. – Znióváralja, 1812. április 4.) római katolikus plébános.

## Élete
Valentini János és Valentini Zsófia fia. 1776 és 1782 között Budán tanult filozófiát, 1782-ben pappá szentelték.

## Művei
- Onomasticon Illustr. ac Rev. Dno Gabrieli Zerdahely episcopo Neosoliensi. Dicatum anno 1803. die 24. Martii. Neosolii. (Költemény).
- Elegia salutans Seren. Hungariae et Bohemiae regium haeredit. principem, archiducem Austriae, Dnum Josephum, regni Hungariae palatinum &c. anno 1806. 5. Sept. provinciam Thurocziensem feliciter lustrantem. Uo.
- Ill. ac Rev. Dno Josepho Kluch episcopo Nitriensi in contestationem publicae laeticiae inaugurationis tempore anno 1808. Budae.
- Lucubrata opuscula in unum collecta. Uo. 1808.